# يوجين سانت جوليان كوكس

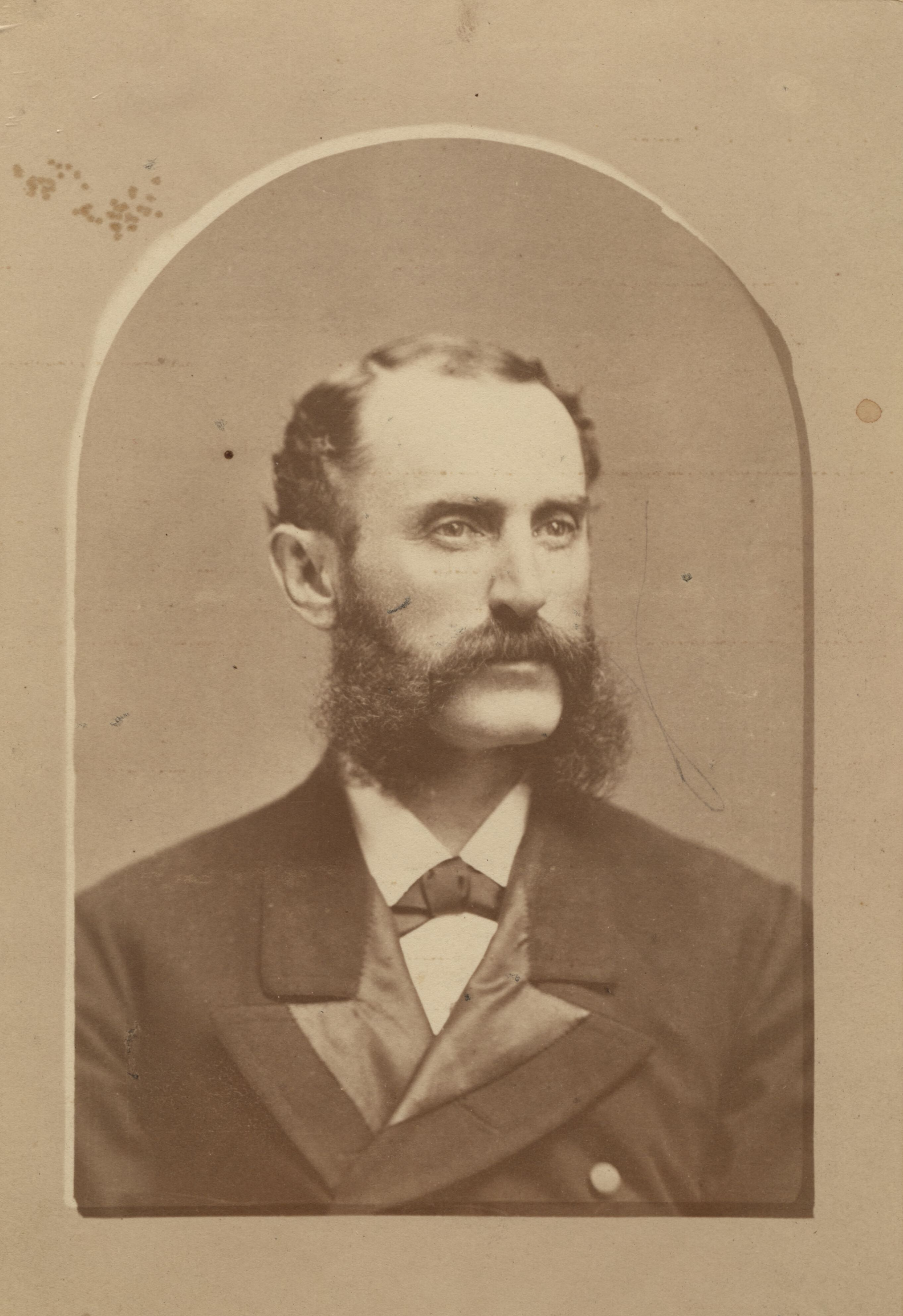
يوجين سانت جوليان كوكس.

يوجين سانت جوليان كوكس (بالإنجليزية: Eugene Saint Julien Cox)‏ هو قاضي وسياسي أمريكي، ولد في 21 فبراير 1834، وتوفي في 3 نوفمبر 1898. انتخب عضو مجلس ولاية مينيسوتا.